# CDC 6600
CDC 6600 je tzv. mainframe računalo (veliko računalo) tvrtke CDC razvijeno 1964. godine. Smatra se prvim uspješnim superračunalom i bilo je 3 puta brže od računala IBM 7030 Stretch. Bilo je najbrže računalo od 1964. pa do 1969., do pojave njegovog nasljednika CDC 7600. Softver koji su pokretala ova računala nije bio kompatibilan, odnosno nije se mogao koristiti softver jednog računala na drugom. 
Računalo je djelo Seymoura Craya, najpoznatijeg tvorca superračunala.